# Nederlandse kampioenschappen schaatsen afstanden 2010
De Nederlandse kampioenschappen afstanden 2010 werden van 30 oktober t/m 1 november 2009 gehouden in Heerenveen in de overdekte schaatshal Thialf. Tijdens deze NK Afstanden (m/v) waren er naast de nationale titels op de afstanden ook plaatsbewijzen te verdienen voor de vijf wereldbekerwedstrijden die op het kampioenschap volgen. In tegenstelling tot in 2006 konden tijdens de Nederlandse kampioenschappen geen kwalificaties voor de Olympische Winterspelen in Vancouver worden verdiend. Deze werden tussen 27 en 30 december 2009 verdeeld, tijdens het Olympisch Kwalificatie Toernooi, ook in Heerenveen.

## Tijdschema
| Programma                |           | |
| Datum                    | Aanvang   | Onderdeel |
| vrijdag 30 oktober 2009  | 14:30 uur | 500 meter mannen 1e run 500 meter vrouwen 1e run 500 meter mannen 2e run 500 meter vrouwen 2e run 5000 meter mannen |
| zaterdag 31 oktober 2009 | 14:15 uur | 1000 meter vrouwen 1000 meter mannen 3000 meter vrouwen                                                             |
| zondag 1 november 2009   | 12:30 uur | 1500 meter vrouwen 1500 meter mannen 5000 meter vrouwen 10.000 meter mannen                                         |

## Podia

### Mannen
| Onderdeel        | Goud                 | Goud                 | Zilver             | Zilver               | Brons                  | Brons                |
| ---------------- | -------------------- | -------------------- | ------------------ | -------------------- | ---------------------- | -------------------- |
| 2×500 m details  | Jan Smeekens DSB     | 70.780 (35,23/35,55) | Ronald Mulder APPM | 70,800 (35,47/35,33) | Mark Tuitert DSB       | 71.010 (35,54/35,47) |
| 1000 m details   | Stefan Groothuis DSB | 1.09,30              | Simon Kuipers DSB  | 1.09,53              | Mark Tuitert DSB       | 1.09,57              |
| 1500 m details   | Rhian Ket APPM       | 1.45,89 PR           | Mark Tuitert DSB   | 1.46,19              | Stefan Groothuis DSB   | 1.46,39              |
| 5000 m details   | Sven Kramer TVM      | 6.20,71              | Bob de Jong VPZ    | 6.23,13              | Wouter Olde Heuvel TVM | 6.25,33              |
| 10.000 m details | Sven Kramer TVM      | 13.04,55             | Bob de Jong VPZ    | 13.06,61             | Carl Verheijen TVM     | 13.11,81             |

### Vrouwen
| Onderdeel       | Goud                  | Goud                 | Zilver                        | Zilver               | Brons                | Brons                |
| --------------- | --------------------- | -------------------- | ----------------------------- | -------------------- | -------------------- | -------------------- |
| 2×500 m details | Annette Gerritsen DSB | 76.880 (38,51/38,37) | Margot Boer DSB               | 77.070 (38,44/38,63) | Marianne Timmer DSB  | 77.760 (38,78/38,98) |
| 1000 m details  | Annette Gerritsen DSB | 1.16,83              | Margot Boer DSB               | 1.17,18              | Marianne Timmer DSB  | 1.17,26              |
| 1500 m details  | Annette Gerritsen DSB | 1.58,69              | Ireen Wüst TVM                | 1.58,93              | Diane Valkenburg VPZ | 1.59,29              |
| 3000 m details  | Ireen Wüst TVM        | 4.11,52              | Renate Groenewold TVM         | 4.12,46              | Diane Valkenburg VPZ | 4.13,30              |
| 5000 m details  | Renate Groenewold TVM | 7.14,91              | Moniek Kleinsman Zuid-Holland | 7.17,23              | Gretha Smit Hofmeier | 7.19,18              |

## Medaillespiegel

### Team
| Plaats | Teams      | Goud | Zilver | Brons | Totaal |
| 1      | DSB        | 5    | 4      | 5     | 14     |
| 2      | TVM        | 4    | 2      | 2     | 8      |
| 3      | APPM       | 1    | 1      | 0     | 2      |
| 4      | VPZ        | 0    | 2      | 2     | 4      |
| 5      | Gewest Z-H | 0    | 1      | 0     | 1      |
| 6      | Hofmeier   | 0    | 0      | 1     | 1      |
| Totaal | Totaal     | 10   | 10     | 10    | 30     |